# 펜웨이 파크
펜웨이 파크(Fenway Park)는 메이저 리그 베이스볼의 아메리칸 리그 동부지구에 속하는 보스턴 레드삭스의 홈구장이다.
외야 좌측 펜스는 11.2미터 높이에 초록색으로 도색된 거대한 벽으로, 그린 몬스터(Green Monster)라는 애칭으로 불린다. 1912년 건설된 펜웨이 파크는 메이저 리그에서 제일 오래된 경기장 중 하나이다.
크기는 왼쪽 길이 94.5m, 중앙 길이 118.9m, 오른쪽 길이 92m, 왼쪽 펜스 높이 11.3m이며 오른쪽 펜스 높이는 0.9~1.5m로 메이저 리그에서 가장 낮다. 운동장 표면은 천연잔디이며, 보스턴 레드삭스 불펜 옆에 있는 삼각형 모양의 지역은 홈플레이트로부터 127m나 떨어져 있다.
관람석은 원래부터 모두 한 층으로 이루어졌으며, 필드에 가깝고 파울지역이 좁아 3루 방면 관중은 손을 내밀어 파울볼을 잡거나 선수들과 얘기를 나눌 수도 있다.
구장의 가장 큰 특징은 ‘그린 몬스터(The Green Monster)’이라 부르는 11m 높이의 초록색 벽으로, 왼쪽 구석에서부터 외야 가운데까지 이어져 있어 홈런성 타구를 안타로 만든다.
구장 밖 인도 위로 너비 6m의 그물을 설치하여 보행자가 야구공에 맞는 것을 방지하였다. 메이저 리그 야구 구장 가운데 3개뿐인 수동 스코어보드를 아직도 사용하고, 수용인원이 제일 적으며 주차시설도 전혀 없으나 한 시즌 동안 200만 명 이상의 관중이 찾는 인기 있는 구장이다.
한편, 1914년 보스턴 브레이브스 주최의 월드시리즈 홈경기가 이 곳에서 열렸는데 보스턴 브레이브스의 홈 구장인 브레이브스 필드의 공사 관계로 어쩔 수 없이 펜웨이 파크에서 월드시리즈 홈경기를 치렀다.